# Miloš Juhász
Miloš Juhász (* 3. Oktober 1984) ist ein slowakischer Fußballspieler.

## Karriere
Miloš Juhász erlernte das Fußballspielen in der Jugendmannschaft von Spartak Trnava im slowakischen Trnava. Hier unterschrieb er 2005 auch seinen ersten Vertrag. Der Verein spielte in der ersten Liga des Landes, der Fortuna liga. Bis 2007 absolvierte er 37 Erstligaspiele. 2008 wechselte er zum Drittligisten FC Sellier & Bellot Vlašim nach Vlašim. Der Verein spielte in der dritten Liga, der Bohemian Football League. 2009 verpflichtete ihn der Erstligist FK Senica aus Senica. Von März 2010 bis Juni 2010 wurde er an seinen ehemaligen Verein Spartak Trnava ausgeliehen. Über die Stationen TJ Spartak Myjava und FC Horses Šúrovce ging er 2013 nach Asien. Hier unterschrieb er in Thailand einen Vertrag beim Pattaya United FC. Der Verein aus dem Seebad Pattaya spielte in der ersten Liga des Landes, der Thai Premier League. Am Ende der Saison musste er mit dem Verein den Weg in die Zweitklassigkeit antreten. Für Pattaya spielte er 22-mal in der ersten Liga. 2014 kehrte er in seine Heimat zurück. Hier spielte er für die unterklassigen Vereine Spartak Trnava B, Spartak Bánovce nad Bebravou, OFK Dynamo Malzenice und ŠK Cífer.